# ニューヨーク (カクテル)
ニューヨーク (New York) は、ウイスキーベースのカクテルである。グレナデン・シロップによって赤系統の色に仕上がる。

## 由来
アメリカ合衆国の都市・ニューヨークに由来。
その色合いから「ニューヨークの日の出を思わせる」とされる。

## 標準的なレシピ
- ライ・ウイスキー或いはバーボン・ウイスキー - 45ml
- ライム・ジュース - 15ml
- グレナデン・シロップ - 1/2tsp
- 砂糖 - 1tsp
- オレンジ・ピール

### 作り方
1. 材料を全てシェイカーに入れシェイクする。
2. カクテル・グラスに注ぎ、オレンジ・ピールを絞る。

### 備考
- ライ・ウイスキーを使うのが本来のレシピだが、バーボン・ウイスキーを使うこともある。
- 砂糖を入れないレシピもある。その場合はグレナデン・シロップを1tsp使う[4][5]。
- オレンジ・ピールを絞らないレシピもある[6]